# 岡本真帆
岡本 真帆（おかもと まほ、1989年〈平成元年〉7月2日‐）は、日本の歌人、作家。高知県四万十市（旧中村市）出身。

## 来歴
1989年生まれ。3歳から中村市で育つ。大学進学を機に上京。大学在学中の2009年に月刊誌ダ・ヴィンチへの投稿歌や穂村弘の評を読み、短歌に興味を持つ。卒業後は広告会社のコピーライターとして働く傍ら、笹井宏之や木下龍也に影響を受け、2014年に作歌を開始。短歌投稿サイト「うたらば」や「うたの日」、ダ・ヴィンチの短歌投稿欄「短歌ください」に投稿し、SNSでたびたび話題となる。短歌雑誌「未来」の未来短歌会「陸から海へ」においても活動。
2022年、第一歌集『水上バス浅草行き』をナナロク社から刊行。歌集としては異例の2万部を突破。
2024年、第二歌集『あかるい花束』をナナロク社から刊行。
2025年現在、地元四万十市と東京の二拠点生活を送っている。

## 著書

### 単著

#### 歌集
- 水上バス浅草行き（ナナロク社、2022年）ISBN 978-4-86732-010-5
- あかるい花束（ナナロク社、2024年）ISBN 978-4-86732-027-3

#### 短歌+エッセイ
- 落雷と祝福（朝日新聞出版、2025年）ISBN 978-4-02252-049-4

#### エッセイ
- 反復横跳びの日々（自主制作、2024年）

### 共著
- 空っぽの花器（田畑書店、2023年）
- 歌集副読本『老人ホームで死ぬほどモテたい』と『水上バス浅草行き』を読む（ナナロク社、2023年）ISBN 978-4-86732-018-1
- うたわない女はいない（中央公論新社、2023年）ISBN 978-4-12-005671-0